# Lacu Turcului, Prahova
Lacu Turcului (mai vechi, Stelian Popescu) este un sat în comuna Balta Doamnei din județul Prahova, Muntenia, România.
Pe teritoriul satului se pot vedea urme de prezență umană continuă, începând din neolitic și epoca migrațiilor, secolele V-VII. 
Este atestat documentar în anul 1832.
Înainte de război satul a devenit la un moment dat comuna Stelian Popescu. 
Marta Breabăn, în jurnalul său () scria: "Se numea Stelian Popescu fiindcă directorul ziarului "Universul" de pe atunci era născut în această comună, tatăl lui fiind preot aici. În satul lui natal, Stelian Popescu a făcut biserică, școală, primărie și dispensar. Biserica a fost pictată de pictorul Norocea după modelul Curții de Argeș."